# Giromagny
Giromagny (Djéromaigny ou dj'romaigny en franc-comtois) est une commune française située dans le département du Territoire de Belfort, la région culturelle et historique de Franche-Comté et la région administrative Bourgogne-Franche-Comté. 
Elle est le chef-lieu du canton de Giromagny qui s'étend de la Haute-Saône au Haut-Rhin, et est considérée comme la capitale du pays sous-vosgien, petite région dominée par le ballon d'Alsace et occupant la partie belfortaine des Vosges méridionales.
Ses habitants sont appelés les Giromagniens.

## Géographie

### Localisation
Giromagny se trouve dans la partie vosgienne du Territoire de Belfort : 
- au nord de Belfort,
- au débouché de la haute vallée de la Savoureuse,
- au pied des Vosges et notamment du ballon d'Alsace.

Giromagny est à 13 kilomètres de Belfort.

### Communes limitrophes
Les communes limitrophes sont  Auxelles-Bas, Auxelles-Haut, Chaux, Lepuix, Rougegoutte et Vescemont.

### Géologie et relief
L'altitude moyenne de la ville est d'environ 470 mètres. La superficie de son territoire est de 565 hectares. Elle s'étend au sud du massif des Vosges, au pied de la Planche des Belles Filles et du Mont-Ordon Verrier, où des gisements de minerais métalliques furent exploitées.
Au XVIIIe siècle, le grès de Giromagny était réputé car composé de quartz blanc et d'amphibole noire à grains fins, ce qui donne une teinte gris fer. Il pouvait être poli.
Le bassin houiller stéphanien sous-vosgien, qui s'étend de Bouhans-lès-Lure à Romagny, concerne donc aussi Giromagny et les villages des environs comme Chaux, Lachapelle-sous-Chaux, Rougegoutte, Romagny, Étueffont, Anjoutey et Roppe.
C'est une des 189 communes du parc naturel régional des Ballons des Vosges.

### Voies de communication et transports
La commune est desservie par une ligne d'autobus du réseau Optymo, qui la relie à Belfort.
Elle est également desservie par une ligne d'autobus saisonnière permettant d'accéder au sommet du ballon d'Alsace (bus des neiges en hiver, bus du Ballon en été, ce dernier étant un service sur réservation permettant d'emporter un vélo).
La commune est traversée par les routes départementales 465 et 12 :
- la route départementale 465 relie Belfort au sommet du Ballon d'Alsace ; il s'agit de l'ancienne RN 465, classée dans la voirie nationale dans les années 1930[4] ; elle a été déclassée et reclassée dans la voirie départementale en 1973[5]
- la route départementale 12 permet d'aller vers l'ouest en direction de la Haute-Saône et vers l'est, en direction du Haut-Rhin.

La commune est reliée au réseau ferroviaire national par une ligne à voie unique, prenant naissance à la gare de Bas-Evette, et terminus à la gare de Giromagny (ligne en cul-de-sac). Cette ligne a été mise en service en 1883 par la Compagnie des chemins de fer de l'Est.
Pendant la Première Guerre mondiale, une ligne à petit gabarit fut construite entre la gare et une carrière établie entre Riervescemont et Vescemont, pour fournir des matériaux de voirie pour les besoins de l'armée. De cette ligne, il ne reste plus qu'un court remblai en rive gauche de la Savoureuse.
Depuis 1939, la ligne de Bas-Evette à Giromagny ne connaît plus qu'un trafic de fret. Du matériau pour ballast produit à la carrière voisine de Lepuix est acheminé à la gare de Giromagny par camion pour y être chargé sur des wagons-trémies. La vitesse est fortement limitée en raison du très mauvais état de la voie. Les embranchements industriels ont été supprimés. La gare est aujourd'hui désaffectée, le bâtiment étant reconverti notamment en restaurant. Seul le faisceau de voies reste utilisé.

### Climat
Pour des articles plus généraux, voir Climat de la Bourgogne-Franche-Comté et Climat du Territoire de Belfort.
En 2010, le climat de la commune est de type climat de montagne, selon une étude du Centre national de la recherche scientifique s'appuyant sur une série de données couvrant la période 1971-2000. En 2020, Météo-France publie une typologie des climats de la France métropolitaine dans laquelle la commune est exposée à un climat semi-continental et est dans la région climatique  Vosges, caractérisée par une pluviométrie très élevée (1 500 à 2 000 mm/an) en toutes saisons et un hiver rude (moins de 1 °C). 
Pour la période 1971-2000, la température annuelle moyenne est de 9,4 °C, avec une amplitude thermique annuelle de 17 °C. Le cumul annuel moyen de précipitations est de 1 479 mm, avec 13,3 jours de précipitations en janvier et 11 jours en juillet. Pour la période 1991-2020, la température moyenne annuelle observée sur la station météorologique installée sur la commune est de 10,2 °C et le cumul annuel moyen de précipitations est de 1 636,6 mm. 
La température maximale relevée sur cette station est de 37,2 °C, atteinte le 24 juillet 2019 ; la température minimale est de −18,9 °C, atteinte le 20 décembre 2009,,. 
| Mois                                  | jan.           | fév.           | mars           | avril         | mai             | juin         | jui.           | août           | sep.         | oct.          | nov.           | déc.           | année      |
| ------------------------------------- | -------------- | -------------- | -------------- | ------------- | --------------- | ------------ | -------------- | -------------- | ------------ | ------------- | -------------- | -------------- | ---------- |
| Température minimale moyenne (°C)     | −1,3           | −1,1           | 1,7            | 4,7           | 8,7             | 12           | 13,8           | 13,6           | 10,1         | 6,6           | 2,4            | −0,3           | 5,9        |
| Température moyenne (°C)              | 1,7            | 2,5            | 6,1            | 9,7           | 13,6            | 17,2         | 19,1           | 18,9           | 14,8         | 10,7          | 5,6            | 2,6            | 10,2       |
| Température maximale moyenne (°C)     | 4,7            | 6,1            | 10,5           | 14,7          | 18,6            | 22,4         | 24,3           | 24,1           | 19,6         | 14,7          | 8,8            | 5,5            | 14,5       |
| Record de froid (°C) date du record   | −14,5 26.01.00 | −17 07.02.1991 | −14,7 01.03.05 | −4,5 08.04.03 | −1,3 05.05.1991 | 2,1 02.06.06 | 4,9 09.07.1996 | 4,6 28.08.1998 | 1 30.09.1995 | −6 30.10.1997 | −11 23.11.1998 | −18,9 20.12.09 | −18,9 2009 |
| Record de chaleur (°C) date du record | 17,4 01.01.23  | 20,7 24.02.21  | 24,9 31.03.21  | 27,8 28.04.12 | 32 25.05.09     | 35 26.06.19  | 37,2 24.07.19  | 36,8 04.08.22  | 32 11.09.23  | 27,6 02.10.23 | 21,8 08.11.15  | 17,3 31.12.22  | 37,2 2019  |
| Précipitations (mm)                   | 185,1          | 143,5          | 147,3          | 90,1          | 127,6           | 104,1        | 104,9          | 106            | 108,9        | 143,2         | 161,4          | 214,5          | 1 636,6    |

| Diagramme climatique                                  |              |              |             |              |             |               |             |               |              |             |              |
| J                                                     | F            | M            | A           | M            | J           | J             | A           | S             | O            | N           | D            |
| 4,7−1,3185,1                                          | 6,1−1,1143,5 | 10,51,7147,3 | 14,74,790,1 | 18,68,7127,6 | 22,412104,1 | 24,313,8104,9 | 24,113,6106 | 19,610,1108,9 | 14,76,6143,2 | 8,82,4161,4 | 5,5−0,3214,5 |
| Moyennes : • Temp. maxi et mini °C • Précipitation mm |              |              |             |              |             |               |             |               |              |             |              |

Les paramètres climatiques de la commune ont été estimés pour le milieu du siècle (2041-2070) selon différents scénarios d'émission de gaz à effet de serre à partir des nouvelles projections climatiques de référence DRIAS-2020. Ils sont consultables sur un site dédié publié par Météo-France en novembre 2022.

## Urbanisme

### Typologie
Au 1er janvier 2024, Giromagny est catégorisée bourg rural, selon la nouvelle grille communale de densité à sept niveaux définie par l'Insee en 2022.
Elle appartient à l'unité urbaine de Giromagny, une agglomération intra-départementale regroupant quatre  communes, dont elle est ville-centre,,. Par ailleurs la commune fait partie de l'aire d'attraction de Belfort, dont elle est une commune de la couronne,. Cette aire, qui regroupe 91 communes, est catégorisée dans les aires de 50 000 à moins de 200 000 habitants,.

### Occupation des sols
L'occupation des sols de la commune, telle qu'elle ressort de la base de données européenne d’occupation biophysique des sols Corine Land Cover (CLC), est marquée par l'importance des forêts et milieux semi-naturels (37 % en 2018), une proportion sensiblement équivalente à celle de 1990 (37,6 %). La répartition détaillée en 2018 est la suivante : 
forêts (37 %), zones urbanisées (29,9 %), zones agricoles hétérogènes (21 %), prairies (12,1 %). L'évolution de l’occupation des sols de la commune et de ses infrastructures peut être observée sur les différentes représentations cartographiques du territoire : la carte de Cassini (XVIIIe siècle), la carte d'état-major (1820-1866) et les cartes ou photos aériennes de l'IGN pour la période actuelle (1950 à aujourd'hui).

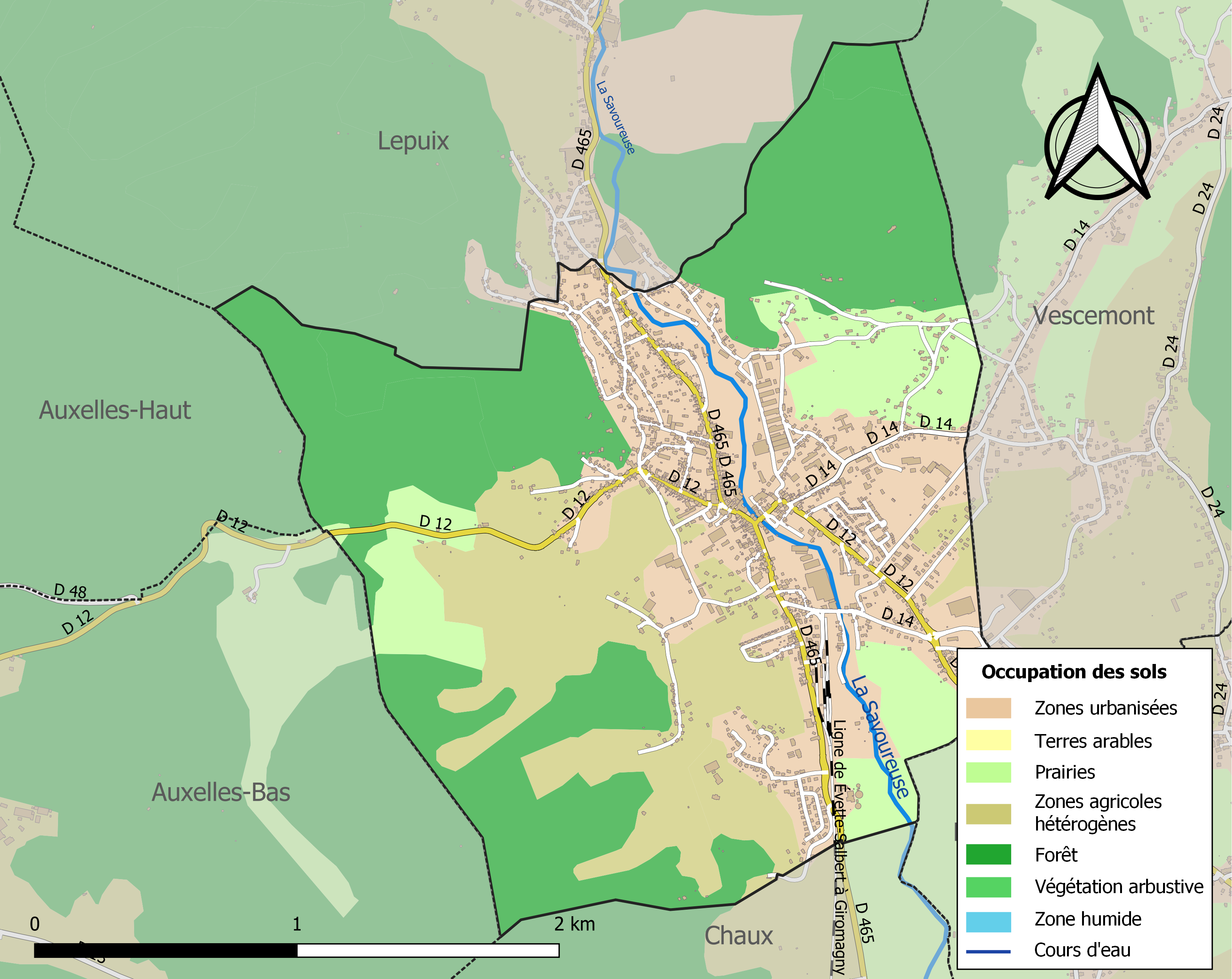
Carte des infrastructures et de l'occupation des sols de la commune en 2018 (CLC).

### Logement
En 2009, le nombre total de logements dans la commune était de 1 640, alors qu'il était de 1 419 en 1999.
Parmi ces logements, 88,3 % étaient des résidences principales, 3,1 % des résidences secondaires et 8,6 % des logements vacants. Ces logements étaient pour 52,4 % d'entre eux des maisons individuelles et pour 46,9 % des appartements.
La proportion des résidences principales, propriétés de leurs occupants était de 50,7 %, en augmentation par rapport à 1999 (46,1 %). La part de logements HLM loués vides a diminué, passant de 21,5 % en 1999 à 20,4 % en 2009.

## Toponymie
Giromagny est formé de Girard et de magny, la localité a débuté par être la ferme ou le domaine de Girard.
Schiranmenin (1394), Girardmaigny (1426), Giradmengnj (1436), Giradmengny (1533), Giramaigny (1655).

## Histoire

### Faits historiques

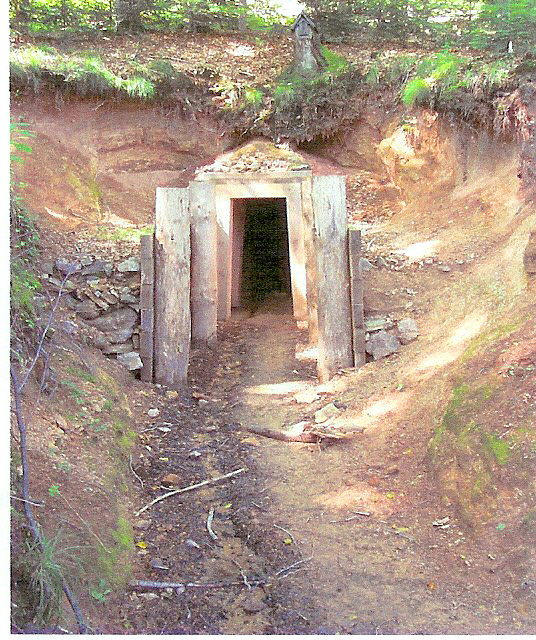
Ancienne entrée de mine restaurée.

À l'origine, le village dépendait de la paroisse de Rougegoutte. Avec le développement de l'exploitation des mines de la vallée et surtout le fait que la plupart des mineurs saxons, bavarois ou tyroliens, ne parlaient pas le français, une nouvelle paroisse vit le jour en 1569. Elle fut rattachée dès lors au diocèse de Besançon.
L'essor de Giromagny date de la fin du Moyen Âge avec le début de l'exploitation des mines d'argent, plomb et cuivre par les Habsbourg, alors seigneurs du Rosemont. L'activité des mines s'est poursuivie jusqu'au XVIIIe siècle, avec un fort ralentissement pendant la guerre de Trente Ans. En 1648, le cardinal de Mazarin devient propriétaire des mines de Giromagny, ce qui n'empêche pas leur déclin et un fort ralentissement économique de la ville qui durera jusqu'au Premier Empire.
En 1813, les frères Boigeol installent une filature mécanique puis, en 1820, un tissage de 40 métiers à bras fabriquant du calicot. Par la suite, l'installation d'une machine à vapeur permettra le fonctionnement de métiers à tisser mécaniques en compensant l'irrégularité de la fourniture d'énergie hydraulique de la rivière la Savoureuse. En 1868, les différentes usines Boigeol employaient plus de 1 000 personnes qui tissaient en 1882 des toiles de chanvre, lin et coton sur 310 métiers mécaniques et de nombreux autres métiers à bras. La ville, qui comptait 3 156 habitants en 1881, comprenait en outre une scierie et une tannerie, des tuileries et des moulins.
La voie de chemin de fer qui relie en 1883 Giromagny à la ligne Belfort-Paris permet non seulement d'alimenter en charbon ronchampois les machines à vapeur de l'industrie textile et d'en exporter les produits, mais aussi de transporter plus de 40 000 voyageurs par an quatre ans plus tard. Fortement concurrencé par la route, le trafic voyageur a cessé en 1938. Le dernier tissage cessa ses activités en 1958 et la filature ferma en 1978.
En 1944, durant la Seconde Guerre mondiale, la ville, traversée par le Schutzwall West.
Au début de 1945, la ville abrita dans une villa, à l'entrée de la ville, le PC des commandos d'Afrique et le cantonnement de l'unité, au repos, après la saignée de Cornimont. Les villages voisins furent également mis à contribution.
De nos jours, Giromagny vit surtout grâce à l'activité de sa préfecture, Belfort, où travaillent de nombreux Giromagniens, mais dispose encore d'un certain nombre d'emplois dans les entreprises locales.

### Histoire postale

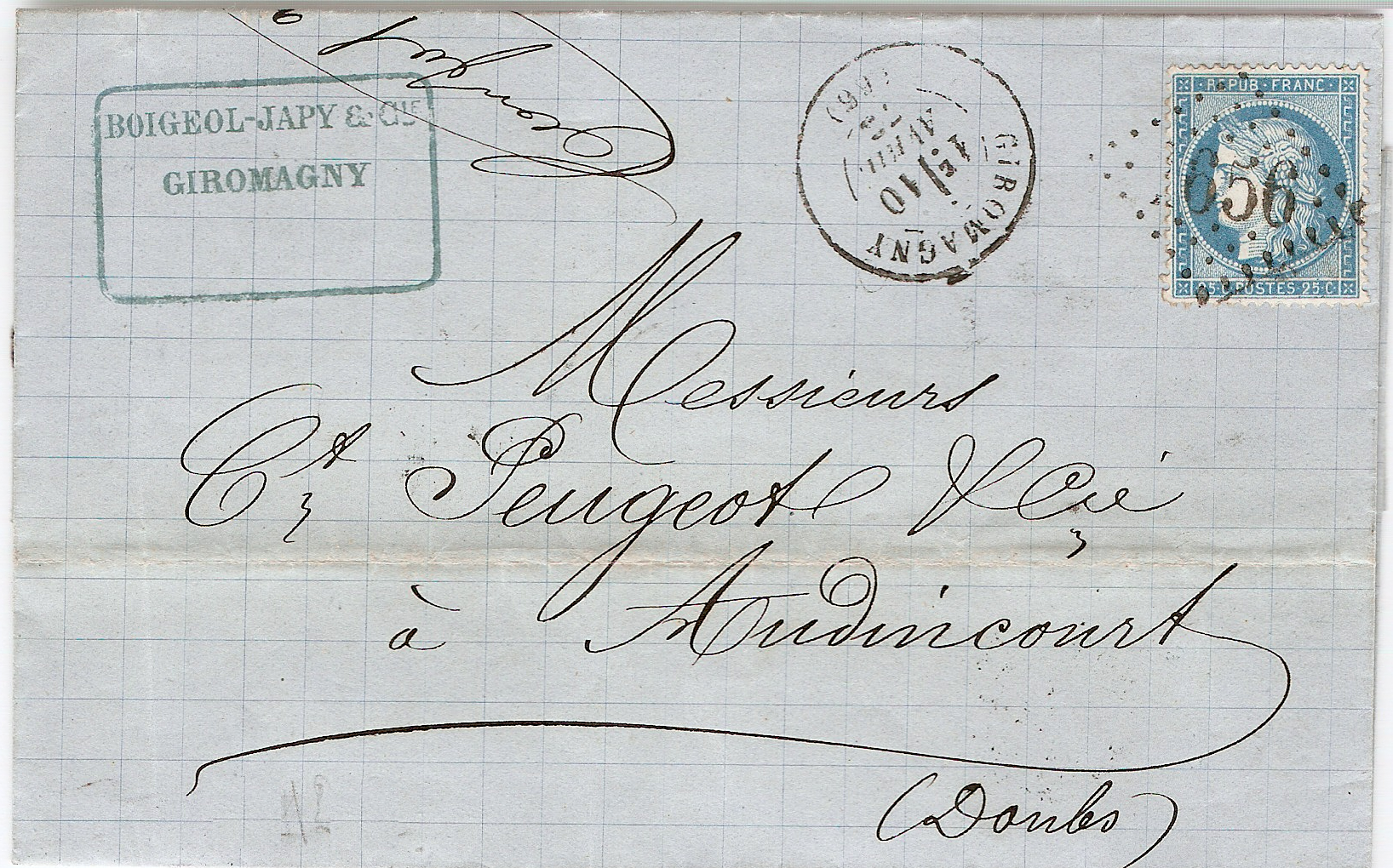
Lettre de Giromagny du 10 avril 1873.

L'histoire postale de Giromagny conserve la trace de la guerre franco-prussienne de 1870 et du changement de département qui en a résulté.
Un bureau de poste a été ouvert à Giromagny en 1843 alors que la ville était rattachée au département du Haut-Rhin.
En 1852, il lui a été attribué un numéro d'oblitération par losange petits chiffres 1398, et en 1863 le numéro gros chiffre 1656.
À la suite de la guerre de 1870, Giromagny a changé de département (Territoire de Belfort), mais l'administration postale a conservé le cachet à date initial (mention 66 pour Haut-Rhin).
En 1928, il a bénéficié d'une machine Daguin qui demandait de présenter la ville par un slogan sur quatre lignes d'une dizaine de caractères :

## Politique et administration

### Politique environnementale
En 2015, Giromagny a adopté une nouvelle politique d'éclairage public. En effet, dans l'objectif de réduire les dépenses de la commune et de limiter la consommation excessive d'énergie, les lampadaires sont désormais éteints durant une bonne partie de la nuit. Il s'agit également de rétablir une nuit noire dans laquelle la faune et la flore s'épanouissent, et de limiter dans le même temps la pollution lumineuse afin de garantir l'appréciation d'une nuit étoilée.

### Finances locales
Cette sous-section présente la situation des finances communales de Giromagny.
Pour l'exercice 2013, le compte administratif du budget municipal de Giromagny s'établit à  3 375 000 € en dépenses et 3 424 000 € en recettes :
En 2013, la section de fonctionnement se répartit en 2 099 000 €  de charges (643 € par habitant) pour 2 527 000 € de produits (774 € par habitant), soit un solde de 428 000 € (131 € par habitant), :
- le principal pôle de dépenses de fonctionnement est celui des charges de personnels[Note 7] pour une valeur de 856 000 € (41 %), soit 262 € par habitant, ratio inférieur de 22 % à la valeur moyenne pour les communes de la même strate (335 € par habitant). Depuis six ans, ce ratio fluctue et présente un minimum de 225 € par habitant en 2008 et un maximum de 267 € par habitant en 2012 ;
- la plus grande part des recettes est constituée des impôts locaux[Note 8] pour une somme de 1 033 000 € (41 %), soit 317 € par habitant, ratio inférieur de 10 % à la valeur moyenne pour les communes de la même strate (354 € par habitant). Pour la période allant de 2008 à 2013, ce ratio fluctue et présente un minimum de 247 € par habitant en 2008 et un maximum de 317 € par habitant en 2013.

Les taux des taxes ci-dessous sont votés par la municipalité de Giromagny. Ils ont varié de la façon suivante par rapport à 2012 :
- la taxe d'habitation sans variation 11,10 % ;
- la taxe foncière sur le bâti égale 15,31 % ;
- celle sur le non bâti sans variation 46,52 %.

La section investissement se répartit en emplois et ressources. Pour 2013, les emplois comprennent par ordre d'importance :
- des dépenses d'équipement[Note 10] pour une valeur de 1 098 000 € (86 %), soit 336 € par habitant, ratio voisin de la valeur moyenne de la strate. Pour la période allant de 2008 à 2013, ce ratio fluctue et présente un minimum de 92 € par habitant en 2010 et un maximum de 336 € par habitant en 2013 ;
- des remboursements d'emprunts[Note 11] pour une valeur totale de 159 000 € (12 %), soit 49 € par habitant, ratio inférieur de 27 % à la valeur moyenne pour les communes de la même strate (67 € par habitant).

Les ressources en investissement de Giromagny se répartissent principalement en :
- nouvelles dettes pour une valeur de 300 000 € (33 %), soit 92 € par habitant, ratio supérieur de 16 % à la valeur moyenne pour les communes de la même strate (79 € par habitant). Pour la période allant de 2008 à 2013, ce ratio fluctue et présente un minimum de 0 € par habitant en 2012 et un maximum de 238 € par habitant en 2011 ;
- fonds de Compensation pour la TVA pour un montant de 132 000 € (15 %), soit 40 € par habitant, ratio voisin de la valeur moyenne de la strate.

L'endettement de Giromagny au 31 décembre 2013 peut s'évaluer à partir de trois critères : l'encours de la dette, l'annuité de la dette et sa capacité de désendettement :
- l'encours de la dette pour un montant de 2 389 000 €, soit 732 € par habitant, ratio voisin de la valeur moyenne de la strate. Sur la période 2008 - 2013, ce ratio fluctue et présente un minimum de 497 € par habitant en 2008 et un maximum de 732 € par habitant en 2013[A2 5] ;
- l'annuité de la dette pour une valeur totale de 248 000 €, soit 76 € par habitant, ratio inférieur de 19 % à la valeur moyenne pour les communes de la même strate (94 € par habitant). Sur les 6 dernières années, ce ratio fluctue et présente un minimum de 58 € par habitant en 2011 et un maximum de 82 € par habitant en 2008[A2 5] ;
- la capacité d'autofinancement (CAF) pour une somme de 434 000 €, soit 133 € par habitant, ratio inférieur de 23 % à la valeur moyenne pour les communes de la même strate (173 € par habitant). Sur la période 2008 - 2013, ce ratio fluctue et présente un minimum de 92 € par habitant en 2012 et un maximum de 138 € par habitant en 2010[A2 6]. La capacité de désendettement est d'environ cinq années en 2013. Sur une période de treize années, ce ratio présente un minimum d'environ trois années en 2010 et un maximum d'environ neuf années en 2003.

### Jumelages
La commune est jumelée avec la ville de Schwabmünchen, en Bavière.

## Population et société

### Démographie
L'évolution du nombre d'habitants est connue à travers les recensements de la population effectués dans la commune depuis 1793. Pour les communes de moins de 10 000 habitants, une enquête de recensement portant sur toute la population est réalisée tous les cinq ans, les populations de référence des années intermédiaires étant quant à elles estimées par interpolation ou extrapolation. Pour la commune, le premier recensement exhaustif entrant dans le cadre du nouveau dispositif a été réalisé en 2004.

En 2022, la commune comptait 2 897 habitants, en évolution de −7,41 % par rapport à 2016 (Territoire de Belfort : −2,78 %, France hors Mayotte : +2,11 %).
| 1793  | 1800  | 1806  | 1821  | 1831  | 1836  | 1841  | 1846  | 1851  |
| ----- | ----- | ----- | ----- | ----- | ----- | ----- | ----- | ----- |
| 1 552 | 1 700 | 1 826 | 1 688 | 2 166 | 2 414 | 2 247 | 2 709 | 2 700 |

| 1856  | 1861  | 1866  | 1872  | 1876  | 1881  | 1886  | 1891  | 1896  |
| ----- | ----- | ----- | ----- | ----- | ----- | ----- | ----- | ----- |
| 2 736 | 3 050 | 2 893 | 3 007 | 3 156 | 3 356 | 3 558 | 3 505 | 3 497 |

| 1901  | 1906  | 1911  | 1921  | 1926  | 1931  | 1936  | 1946  | 1954  |
| ----- | ----- | ----- | ----- | ----- | ----- | ----- | ----- | ----- |
| 3 467 | 3 614 | 3 652 | 3 019 | 3 170 | 3 734 | 3 404 | 2 615 | 2 874 |

| 1962  | 1968  | 1975  | 1982  | 1990  | 1999  | 2004  | 2006  | 2009  |
| ----- | ----- | ----- | ----- | ----- | ----- | ----- | ----- | ----- |
| 3 181 | 3 171 | 3 393 | 3 577 | 3 226 | 3 300 | 3 290 | 3 281 | 3 219 |

| 2014  | 2019  | 2022  | - | - | - | - | - | - |
| ----- | ----- | ----- | - | - | - | - | - | - |
| 3 141 | 2 929 | 2 897 | - | - | - | - | - | - |

### Enseignement
- École Joseph-Lhomme  (a partir de 2023 l'ecole est fermée).

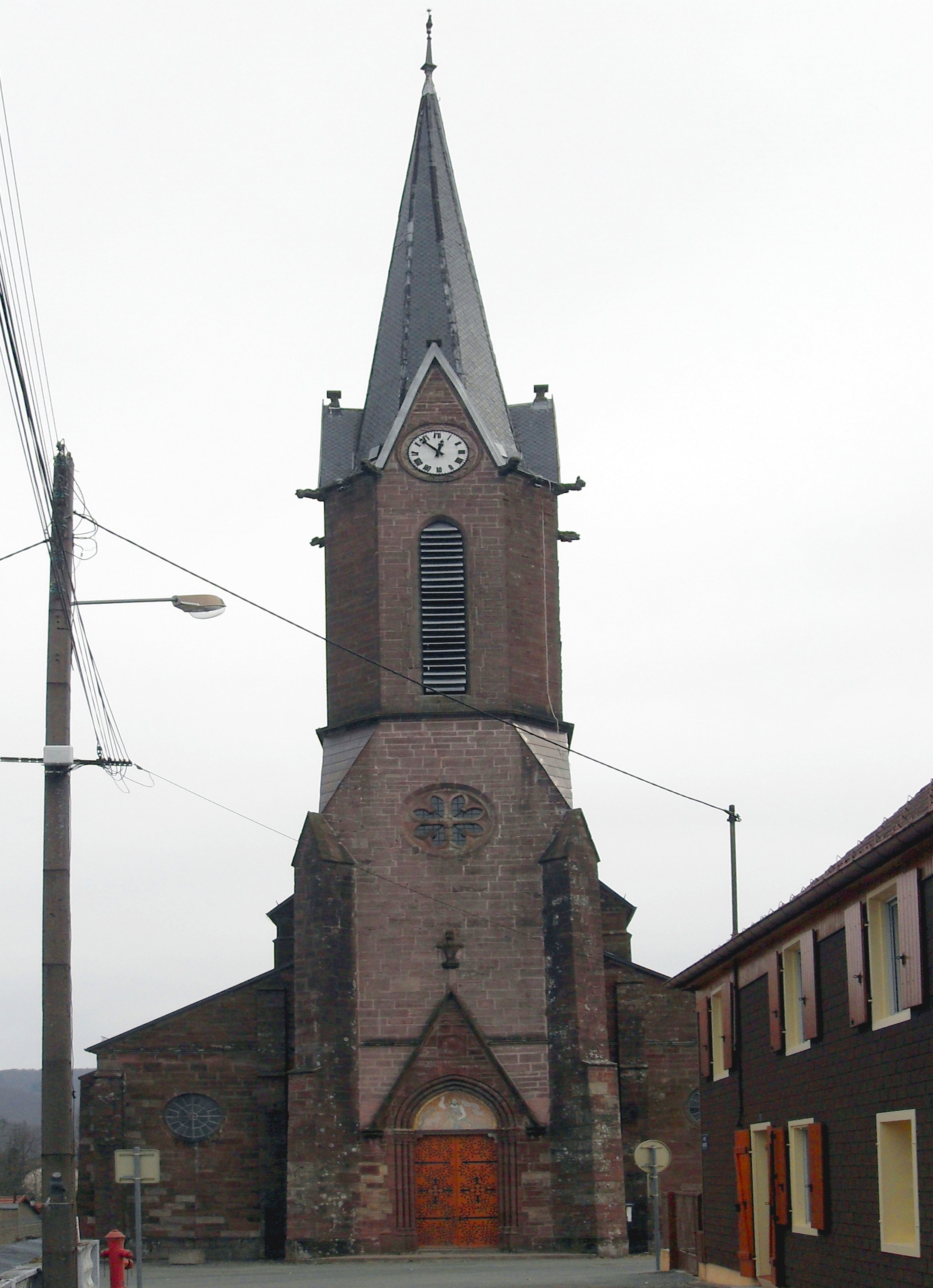
L'église Saint-Jean-Baptiste.

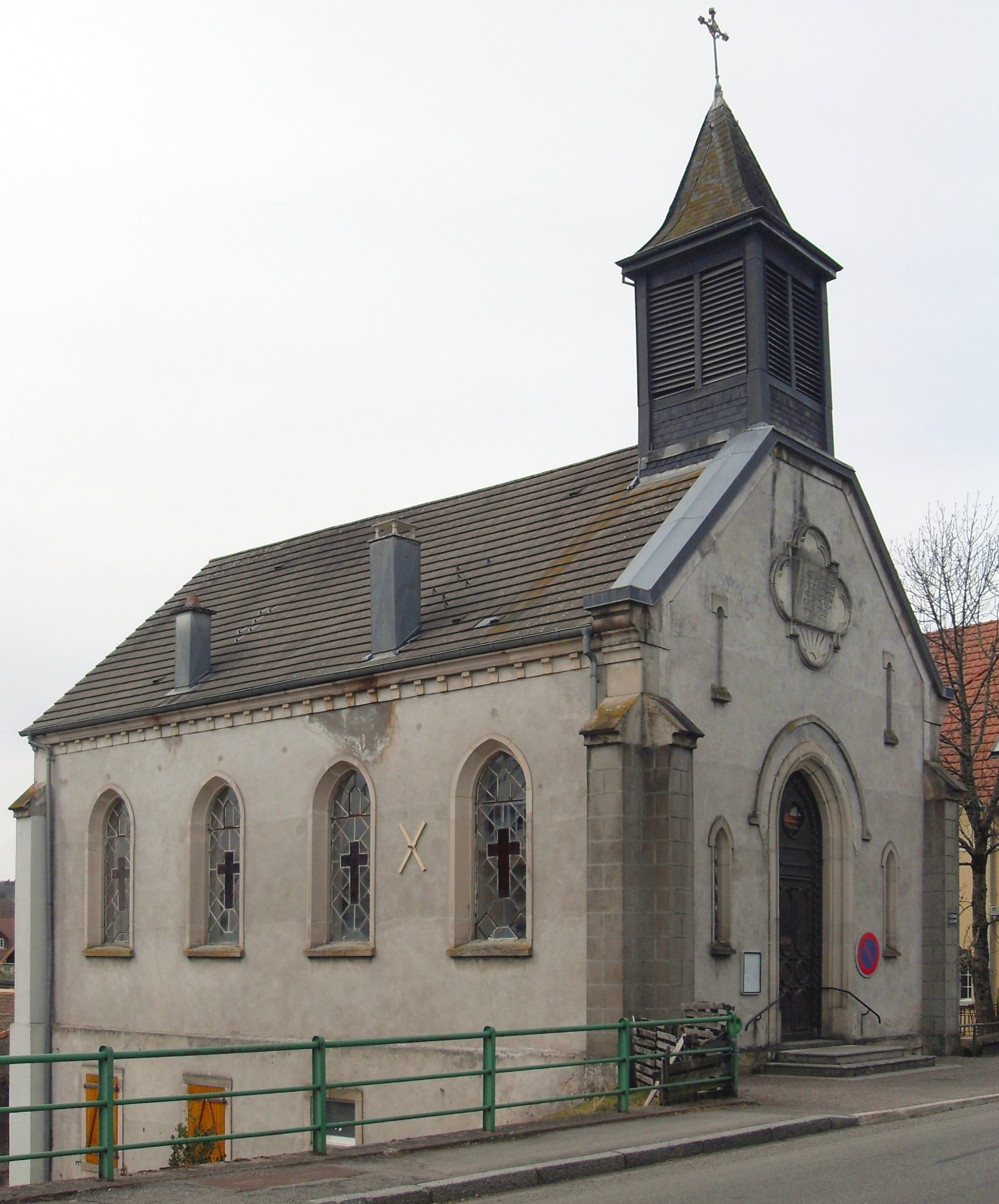
L'église luthérienne.

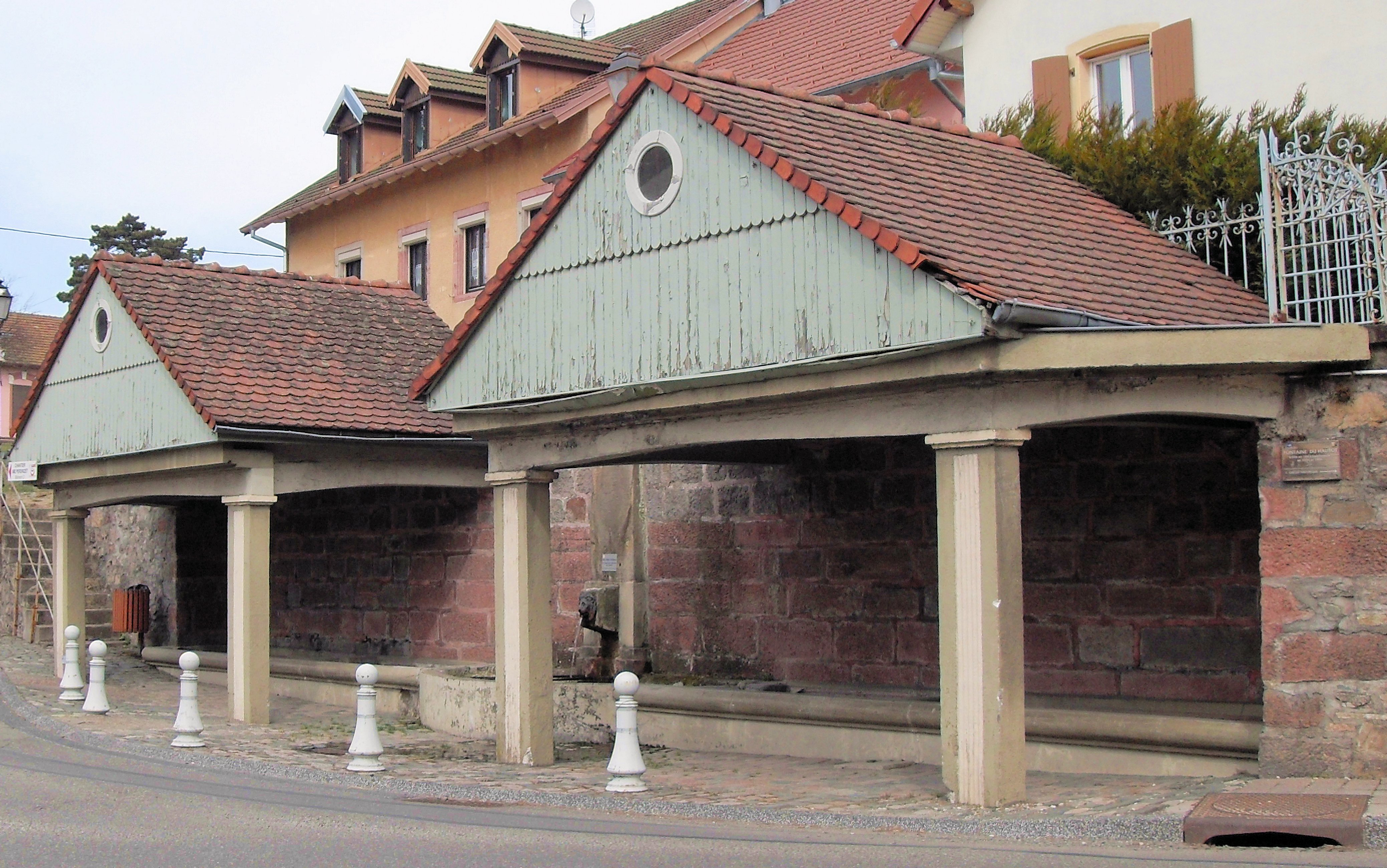
Lavoir de Giromagny.

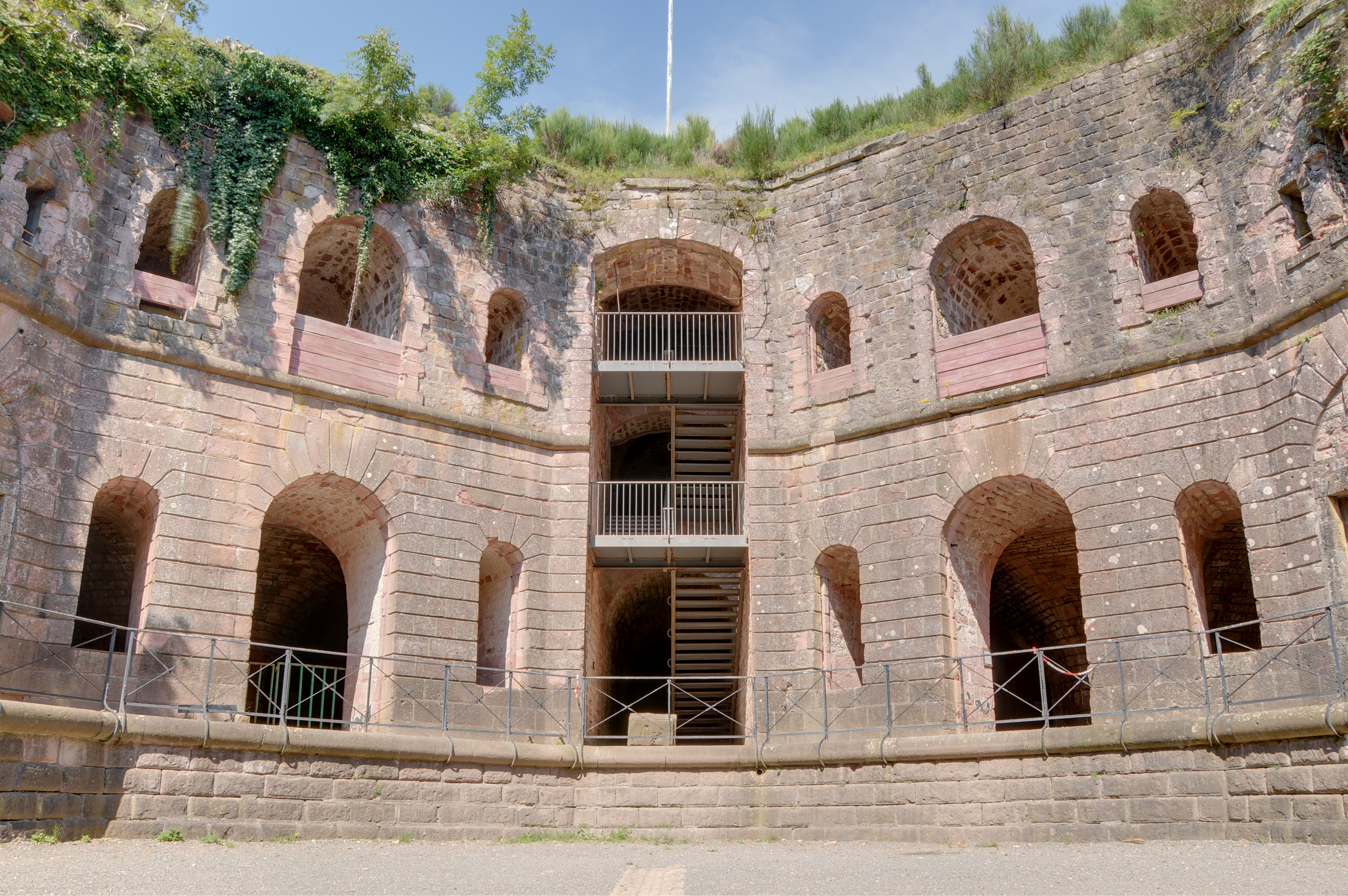
Fort Dorsner.

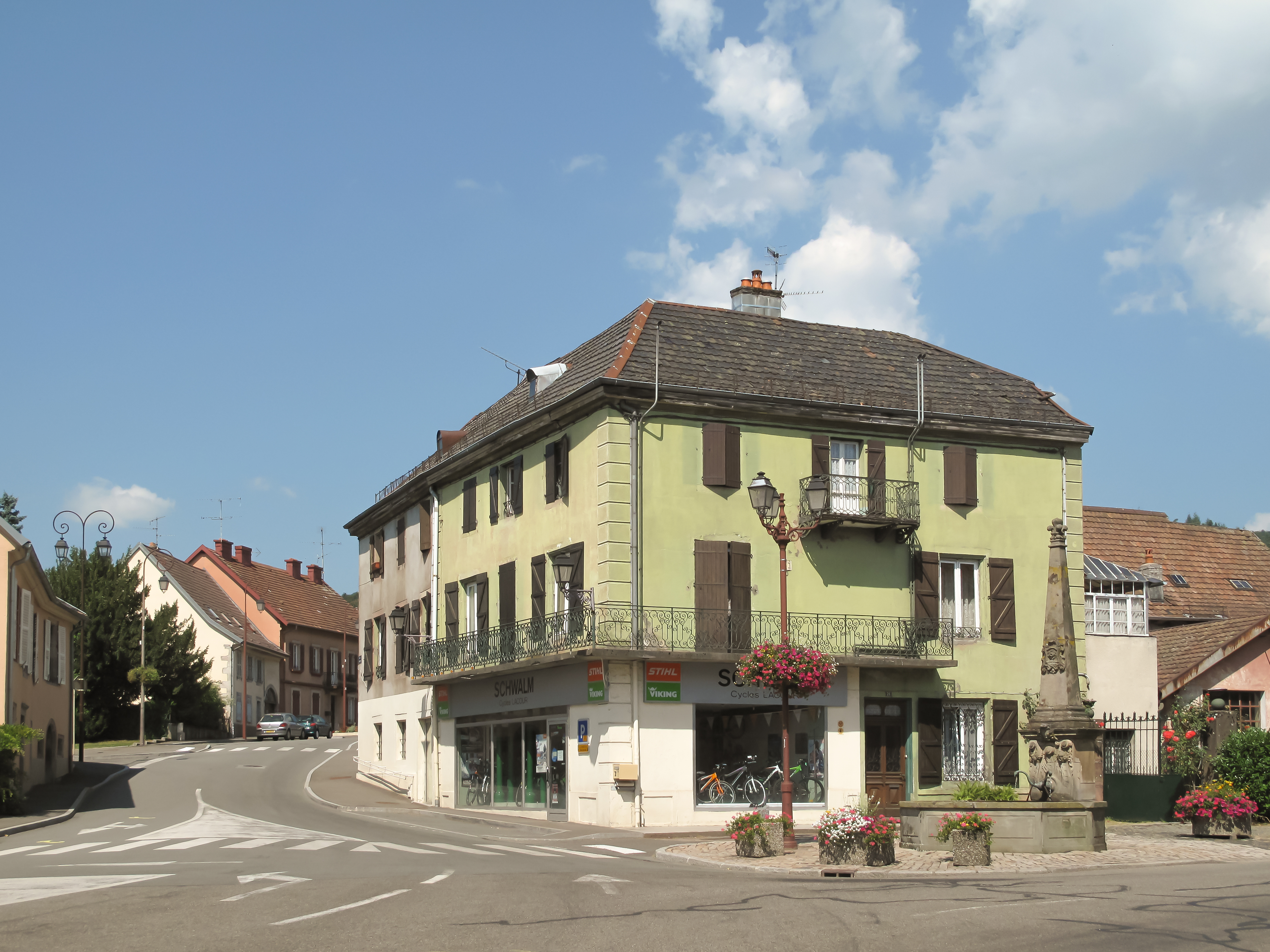
Monument commémoratif de la réunion de l'Alsace à la France en 1648.

- École Docteur-Benoit.
- Collège Val-de-Rosemont.
- École maternelle Chantoiseau.

### Manifestations culturelles et festivités
- Une Transhumance bovine rythme les saisons à Giromagny. Deux fois par an, elle donne lieu à des festivités soit au sommet du Ballon d'Alsace, soit au pied[24].
- Un marché de Noël est organisé chaque année
- Une exposition d'œuvres d'art, les Trois Tours de Gueules, récompensent et met en valeur le travail d'artistes bien souvent locaux[25]
- Le feu d'artifice du 14 juillet
- Festival Fort en Musique
- Le Contreforts festival, le dernier week-end du mois d'août, dans l'enceinte historique du fort Dorsner

### Santé
L'hôpital le plus proche est l'hôpital Nord Franche-Comté situé Belfort et Montbéliard, à Trévenans,.

## Économie
- Brasserie Franc-Comtoise[28].
- Patrimoine industriel :
  - usine de bonneterie Cheviron[29].
  - maison, puis usine de serrurerie Zeller[30].
  - filature de coton Boigeol-Japy, puis tissage de coton Boigeol Frères et Warnod dit du Brûlé, puis Etablissements Textiles de Giromagny[31].
  - usine de boissellerie Warnod, puis usine de construction automobile Lambert, puis usine de matériel d'équipement industriel Labouille, actuellement usine de traitement de surface des métaux[32].
  - filature de coton Ernest Boigeol et Cie dite des Prés-Heyd, puis usine de pièces détachées en matière plastique Maglum, actuellement CTAA[33].
  - filature et tissage de coton dits du Rioz, de la société Boigeol Frères et Warnod, puis Warnod-Boigeol et Cie, puis des Etablissements textiles de Giromagny, puis usine de bonneterie la Lainière de la Savoureuse[34].

## Culture locale et patrimoine
Il est important de noter que l'histoire et le patrimoine liés à la ville de Giromagny ainsi qu'à ses environs sont détaillés au sein de la revue locale La Vôge.

### Cultes
- Culte catholique[35].
- Église protestante unie de Belfort-Giromagny[36].

### Lieux et monuments

#### Patrimoine religieux
L'église actuelle a été construite vers 1860 pour remplacer l'édifice précédent qui datait de 1569. Elle est consacrée à saint Jean-Baptiste et à sainte Barbe, sainte patronne des mineurs. L'orgue, de 1873, est de Verschneider
Le cimetière protestant, construit en 1856 à l'initiative du maire Ferdinand Boigeol, industriel à Giromagny, se situe au pied du Mont-Jean, rue Saint-Pierre. Son agrandissement a été achevé en 1918.

#### Patrimoine civil et militaire
- Musée de la Mine[41].
- Maison Mazarin[42].
- Nombreuses fontaines[43].
- Fort Dorsner, récemment restauré et aménagé pour la visite. Celui-ci fait partie des fortifications de défense de la Trouée de Belfort.
- Monuments commémoratifs[44].
- Un petit cimetière militaire allemand contient les tombes de quelques soldats tombés pendant la guerre de 1870.

### Équipements culturels
- Centre socio-culturel de la Haute Savoureuse[45].
- Théâtre des Deux-Sapins[46].

### Personnalités liées à la commune
- François Beaudoin (1904-1945), député de la Moselle, résistant, mort pour la France.
- Le Chanoine Pierre, curé doyen de Giromagny, capitaine de réserve, résistant, arrêté le 10 octobre 1944 à Banvillars et déporté à Dachau.
- Jean Mahé (1917-1946), aviateur, Compagnon de la Libération, est mort à Giromagny après le crash de son avion sur le Grand Ballon.
- Jean François Philibert Rossée (1745-1832) magistrat et homme politique français.
- André Warnod (1885-1960), le plus connu des critiques d'Art français du XXe siècle, rédacteur en chef de la page artistique du Figaro.
- Le prince Albert II de Monaco, héritier du titre de comte de Belfort[47] à la suite du mariage d'un Grimaldi avec la nièce du cardinal Mazarin sous le règne de Louis XIV[48].

### Héraldique
| Armes de Giromagny | Les armes peuvent se blasonner ainsi : d'argent aux trois tours couvertes en pointe de gueules, pavillonnées d'or, posées sur une terrasse du même. |

## Pour approfondir